# Epidemia de dengue de 2020 en Uruguay
La epidemia de dengue en Uruguay comenzó a inicios de febrero de 2020, ese año se registró 19 casos confirmados.

## Cronología

### Febrero
El 13 de febrero el Ministerio de Salud Pública informó que en el país existía 14 casos importados de dengue en el país.

### Marzo
El 5 de marzo de 2020 se reportó el primer caso de dengue en el país, el gobierno informó que no se reportaba un caso de dengue autóctono desde 2016, el caso reportado fue en el departamento de Salto.
El 11 de marzo de 2020 se reportó un segundo caso de contagio por dengue, Daniel Salinas cabeza del Ministerio de Salud Pública, el caso fue también en Salto.
El 20 de marzo de 2020 se confirmó un caso de contagio de dengue en Pocitos, un barrio de Montevideo, el Ministerio de Salud Pública desplegó un protocolo de control en el barrio urbano ante la llegada de la enfermedad a la capital, la persona contagiada había realizado un viaje al Caribe.

### Mayo
El 11 de mayo de 2020 se confirmaron dos contagios de dengue en San José.